# Lauri Lundberg

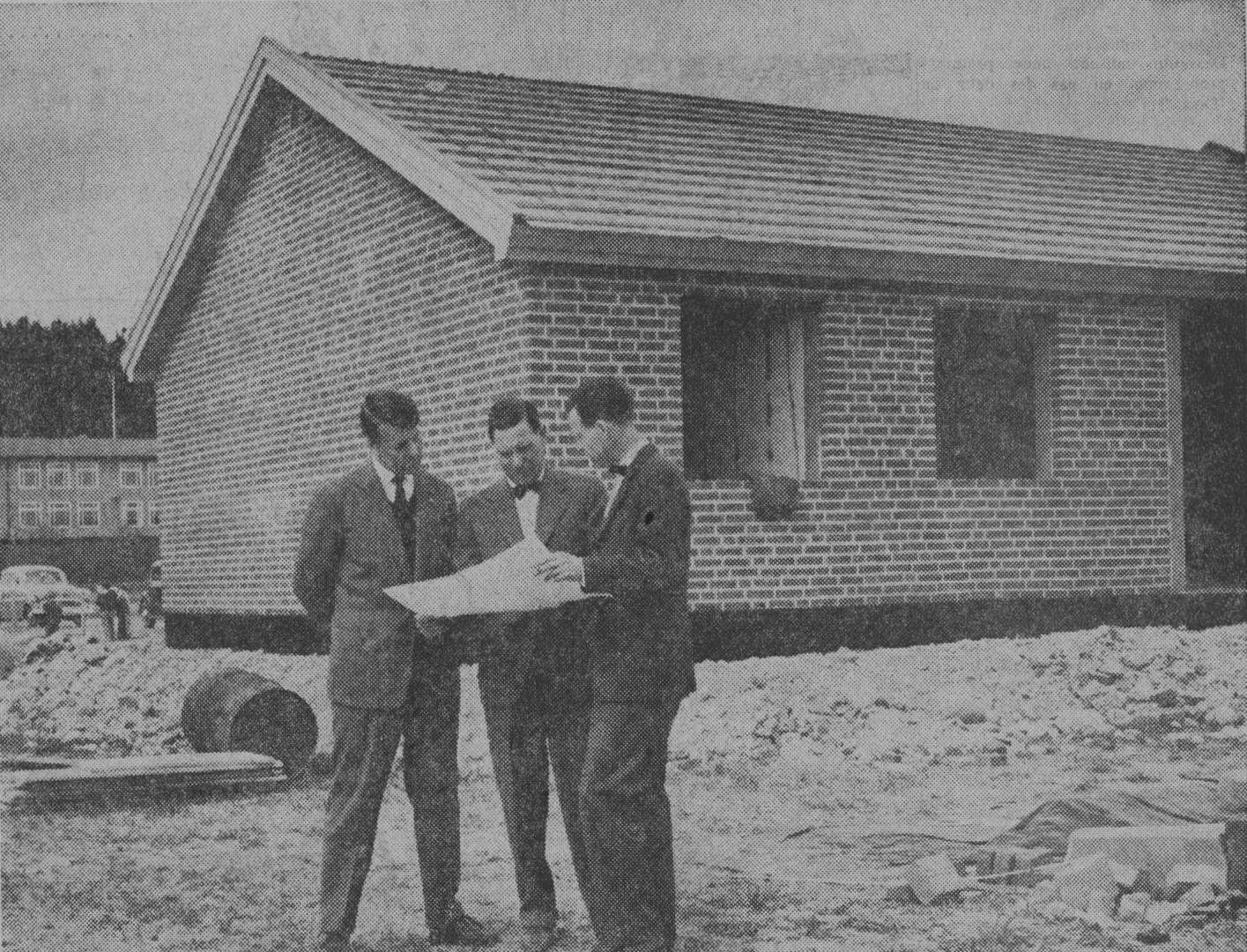
Lauri Lundberg längst till höger under uppförandet av TV-Villan i Enköping.

Curt Gösta Lauri Lundberg, född 1 oktober 1923 i Dresden, död 4 maj 2005 i Enköping, var en svensk arkitekt. 
Lundberg var son till bokförläggare Stig H:son Björkman och skådespelaren Sigrid Lundberg, Gösta Ekman den äldres halvsyster. Han avlade ingenjörsexamen vid Stockholms tekniska institut 1946, anställdes vid Landsbygdens Byggnadsförenings arkitektkontor 1944, på länsarkitektkontoret i Luleå 1947 och var innehavare av C Lauri Lundberg arkitektkontor i Enköping från 1951. Han var arkitekt och teknisk konsult på AB Enköpings Hyresbostäder från 1954, teknisk konsult i Enköpings stads skolbyggnadskommitté från 1962 och arkitekt i kommittén för byggande av medborgarhus i Enköping från 1963. Han ritade bland annat bostadsområden i Håksberg i Ludvika kommun och i Norberg samt villor och industribyggnader i Enköping.  
Tillsammans med arkitekten och kompanjonen Lars Bryde ritade han under 1960- och 70-talen bostadsområdena Romberga och Lillsidan i Enköping, bostadshus på Hornsgatan och vid Skanstull i Stockholm, bostadsområden i Söderhamn, delar av Vårby i Huddinge kommun samt Enköpings medborgarhus Joar Blå.
Lauri Lundberg var halvbror till filmregissören Stig Björkman och flygofficeren Ulf Björkman. Han var gift tre gånger och fick sonen Göran Lundberg (f 1957).